# Afrocoelichneumon didymatus
Afrocoelichneumon didymatus är en stekelart som först beskrevs av Morley 1919.  Afrocoelichneumon didymatus ingår i släktet Afrocoelichneumon och familjen brokparasitsteklar. Inga underarter finns listade i Catalogue of Life.